# Номінативний лад
Номінативний лад (лат. nominativus — «називний») — одна з основних типологічних стратегій кодування актантів. Мови номинативного ладу використовують виключно або переважно номінативну конструкцію, на противагу мовам ергативного ладу, що використовують ергативну конструкцію речення, а також мов активного ладу (де агентивний і неагентивний підмет, а також доповнення кодуються трьома різними способами).
Типово номінатівними є мови Європи, окрім баскської, а також уральські і алтайські мови.